# La Paz (Kolumbia)
La Paz – miasto w Kolumbii, w departamencie Santander.